# توم أوبراين (لاعب كرة قاعدة أمريكي)
توم أوبراين (بالإنجليزية: Tom O'Brien)‏ هو لاعب كرة قاعدة أمريكي، ولد في 22 يونيو 1860 في سالم في الولايات المتحدة، وتوفي في 21 أبريل 1921 في ورسستر في الولايات المتحدة.